# 高樹沙耶
高樹沙耶（ 1963年8月21日—)，本名益戶育江，1980年代出道的日本演員、政治人物、煙毒犯。靜岡縣人。
17歲時赴東京發展，進入奧斯卡傳播轄下，1983年以色情電影沙耶的透視圖逐漸打開知名度，1998年與中西圭三結婚但2年後離婚，2002年自由潛水日本大會中達成潛水45M的日本新紀錄，之後短暫前往夏威夷擔任水下攝影輔助工作，回日本重心放往演藝圈後逐漸隨著偵探劇相棒中擔任配角的知名度打開而有所走紅，但隨著相棒第十季的完結後離開劇組而淡出演藝圈，前往沖繩小島上的石垣市定居，嚮往大自然化的嬉皮生活風格，之後不斷傳出生活糜爛與四個男性同居，以及毒品傳言。2016年起開始投入政壇，主推藥用大麻合法化的主張，由小黨新黨改革提名參選第24回参議院東京都區議員，但是落選。
同年10月25日厚生局麻藥取締部突擊搜索了她在石垣市居所，找到持有違禁藥品，高樹沙耶之外同時在屋中還逮捕兩名男性，皆以持毒品罪起訴。2017年4月27日，那覇地方法院根據控方的要求，判處高樹沙耶監禁12個月，但准予緩刑3年執行。

## 作品
- 沙耶的透視圖(1983)
- 新宿故事（1984年）
- 25歲・危險預感（1984年）
- 夫婦生活（1985年）
- 家族遊戲（1985年4月）
- 私鉄沿線97分署 第47話（1985年1月11日）
- 女捜査官 第11話（1986年）
- 火曜懸念劇場
  - 女律師高林鮎子2・L特快車19号逆轉殺意（1987年8月11日）
  - 1990年六月花嫁3（1990年6月19日）
  - 不幸手紙殺人事件（1990年12月11日）
  - 無眠的夜晚（1991年10月29日）
- 鶴姫伝奇 -瀬戸内水軍興亡史-（1993年12月28日）
- 發達之路（1994年7月 - 9月）
- 外科醫生柊又三郎（1995年7月 - 9月）
- 板橋馬達姆斯（1998年10月 - 12月)
- 天才家族企業（1999年4月 - 6月）
- 土曜推理劇場
  - 小樽殺人事件（1986年10月11日）
  - 花嫁殺人（1987年5月2日）
  - 密會之宿3・溫泉旅館連續殺人（1987年5月23日）
  - 愛與死的飯田線（1989年1月14日）
  - 女請託人（2000年7月29日）
- 相棒 1-10季（2000年6月 - 2011年10月）
- 相棒劇場版1、2

## 書籍
- 寫真集 - 高樹沙耶大東京都會（1998年、小学館）ISBN 4093947678
- 高樹沙耶毛衣書（1999年、雄鶏社）ISBN 4277113370
- 心の楽園（2004年、集英社be文庫）ISBN 4086500671
- 撫養孩子是食品，衣著和住房 - 奢侈生活（2007年）ISBN 4767806941
- 聖潔的生活（2012年12月、明窓出版）ISBN 4896343204

## 外部連結
- 相棒劇場版1
- 相棒劇場版2